# Sofia Mattsson
Sofia Magdalena Mattsson (* 11. November 1989 in Gällivare) ist eine schwedische Ringerin. Sie wurde 2009 Weltmeisterin in der Gewichtsklasse bis 51 kg sowie mehrere Male Europameisterin und zweimal Siegerin der Europaspiele. Bei den Olympischen Spielen 2016 in Rio de Janeiro gewann sie eine Bronzemedaille in der Gewichtsklasse bis 53 kg Körpergewicht.

## Werdegang
Sofia Mattsson ist eine von drei ringenden Schwestern, die beiden anderen sind Johanna Mattsson und Lisa Mattsson. Alle drei gehören dem BK (Brottning Klub) Gällivare an. Sofia Mattsson begann 1996 mit dem Ringen und wird bzw. wurde seither von Fariz Besarati, Hakan Johansson, Kalle Taivalsaari und Anders Magnusson trainiert. Als Erwachsene startete sie in der Gewichtsklasse bis 48 kg bzw. bis 51 kg Körpergewicht. Die 1,62 Meter große Athletin übt zurzeit keinen anderen Beruf aus. Sie war bereits im Juniorenalter äußerst erfolgreich. So wurde sie sechsmal schwedische Juniorenmeisterin in der Altersgruppe Cadets und zweimal in der Altersgruppe Juniors. Bei den Erwachsenen holte sie sich den schwedischen Meistertitel 2006 (bis 48 kg KG), 2007, 2008, 2009 (jeweils bis 51 kg KG) und 2010 (bis 55 kg KG).
Ihre internationale Karriere begann im Jahre 2004 mit einem Sieg bei den Nordischen Meisterschaften der Junioren (Cadets), dem sie einen Sieg bei der Junioren-Europameisterschaft 2004 in Albena in der Gewichtsklasse bis 43 kg KG vor Mariya Stadnik, Ukraine und Lola Urunowa aus Russland folgen ließ. Bis zum Jahre 2008 blieb Sofia Mattsson dann bei internationalen Juniorenmeisterschaften ungeschlagen und wurde 2006 in Guatemala-Stadt und 2008 in Peking Junioren-Weltmeisterin (Gewichtsklasse bis 48 kg KG) und außerdem 2006 in Istanbul und 2007 in Sofia auch noch Junioren-Europameisterin in derselben Gewichtsklasse.
2007 startete sie erstmals bei einer internationalen Meisterschaft bei den Erwachsenen und gewann dabei bei der Europameisterschaft in Sofia den 3. Platz in der Gewichtsklasse bis 48 kg KG. Sie verlor dabei gegen Larissa Oorzak aus Russland, konnte aber mit Anna Catherine Deluntsch aus Frankreich und Oleksandra Kohut aus der Ukraine zwei Weltklasse-Athletinnen besiegen. Bei der Weltmeisterschaft dieses Jahres in Baku verlor sie nach drei Siegen etwas überraschend gegen die mehrfache Pan-Amerikanische Meisterin Mayelis Caripá aus Venezuela und kam dadurch nur auf den 8. Platz.
Enttäuschend verliefen für sie auch die Olympischen Spiele 2008 in Peking, denn sie verlor dort in der Gewichtskl. bis 48 kg KG gleich in ihrem ersten Kampf gegen die US-Amerikanerin Clarissa Chun. Da diese den Endkampf nicht erreichte, schied sie frühzeitig aus und erreichte nur den 12. Platz.
Auch bei der Europameisterschaft 2009 in Vilnius, bei der sie erstmals in der Gewichtsklasse bis 51 kg KG startete, enttäuschte sie, denn nach einem Sieg über Dilek Atakol aus der Türkei verlor sie gegen Julija Blahynja aus der Ukraine und landete damit auf dem 10. Platz. Nicht wiederzuerkennen war sie dann bei der Weltmeisterschaft 2009 in Herning/Dänemark. Mit Siegen über Hong Di, China, Jessica Medina, USA, Alexandra Engelhardt, Deutschland, Yuri Kai, Japan und Han Kum-ok, Nordkorea wurde sie dort erstmals Weltmeisterin bei den Erwachsenen. Besonders beeindruckend war dabei die Überlegenheit, mit der sie diesen Titel gewann. In den fünf Kämpfen, die sie bestritt, erzielte sie ein Punkteverhältnis von 34:0, was auf der internationalen Ringermatte sicherlich einmalig ist.
Ähnlich überlegen gewann sie im Jahre 2010 in Baku dann auch ihren ersten Europameistertitel bei den Frauen. Sie besiegte dabei Alexandra Engelhardt, Hafize Sahin, Türkei, Natalia Budu, Moldawien und Estera Dobre aus Rumänien. Das Punkteverhältnis in diesen vier Kämpfen betrug dieses Mal 24:1 zu ihren Gunsten. Bei der Weltmeisterschaft 2010 in Moskau verlor sie ihren ersten Kampf gegen Yu Horiuchi aus Japan, konnte sich aber danach mit Siegen über Angela Dorogan, Aserbaidschan und Roksana Zasina, Polen noch eine WM-Bronzemedaille erkämpfen.
Bei der Europameisterschaft 2011 in Dortmund war sie nicht am Start. Dafür aber bei der Weltmeisterschaft dieses Jahres in Istanbul. Sie besiegte dort Aydin Metin, Türkei, Dordschiin Narmandach, Mongolei und Takako Saito, Japan und unterlag erst im Finale der Ukrainerin Hanna Wassylenko knapp mit 1:2 Runden und 3:4 Punkten. Im Olympiajahr 2012 startete Sofia Mattsson zunächst bei der Europameisterschaft in Belgrad. Sie schlug dort Elena Turcan, Moldawien, Maria Gurowa, Russland und Maria Prevolaraki, Griechenland, musste aber im Finale gegen Natalja Sinischin aus der Ukraine wieder eine knappe Punktniederlage hinnehmen. Die Olympischen Spiele in London brachten dann eine Enttäuschung für Sofia Mattsson, denn nach Siegen über Sündewiin Bjambatseren aus der Mongolei und Marwa Amri aus Tunesien, verlor sie in ihrem dritten Kampf gegen Walerija Scholobowa aus Russland mit 0:2 Runden, obwohl sie ein Punkteverhältnis von 5:4 zu ihren Gunsten erzielt hatte. Da diese das Finale nicht erreichte, schied sie aus und belegte den 7. Platz.
2013 gelang Sofia Mattsson in Tiflis wieder ein großer Sieg. Sie wurde dort Europameisterin mit Siegen über Ana Maria Paval, Mariana Erasnu, Moldawien, Emese Barka aus Ungarn und Maria Prevoloraki. Auch bei der Weltmeisterschaft 2013 in Budapest war sie erfolgreich. Sie besiegte dort Lilija Schakirowa, Usbekistan, Maya Christowa, Bulgarien, Helen Maroulis und Emese Barka und verlor erst im Finale gegen die Olympiasiegerin und vielfache Weltmeisterin Saori Yoshida.
2014 wurde sie in Vantaa/Finnland erneut Europameisterin. Dabei besiegte sie in der Gewichtsklasse bis 55 kg Bediha Gün, Türkei, Irina Ologonowa, Russland und Anna Zwirydowska, Polen. Bei der Weltmeisterschaft dieses Jahres in Taschkent wurde Sofia Mattsson in der Gewichtsklasse bis 53 kg nach Siegen über Luisa Valverde, Ekuador, Jong Myong-suk, Nordkorea, Whitney Conder, Vereinigte Staaten und Natalia Budu, Moldawien und einer Niederlage im Finale gegen Saori Yoshida erneut Vize-Weltmeisterin.
Bei den 1. Europäischen Spielen 2015 in Baku startete Sofia Mattsson in der Gewichtsklasse bis 55 kg und holte sich dort den Titel mit Siegen über Laura Mertens, Deutschland, Tatjana Kit, Ukraine, Natalja Sinischin, Aserbaidschan und Katarzyna Krawczyk, Polen. Bei der Weltmeisterschaft in Las Vegas trainierte sie wieder in die Gewichtsklasse bis 53 kg ab. Sie besiegte in Las Vegas Nadeschda Schuschko aus Weißrussland, Betzabeth Angelica Arguello Villegas aus Venezuela, Odunaye Folasade Adekuoroye, Nigeria und Zhong Xuechun aus China. Im Finale verlor sie aber wieder gegen Saori Yoshida und wurde damit zum fünftenmal in ihrer Laufbahn Vize-Weltmeisterin.
Im März 2016 wurde Sofia Mattsson in der Gewichtsklasse bis 53 kg wieder Europameisterin. Im Finale siegte sie dabei über Irina Kurotschkina aus Weißrussland. Bei den Olympischen Spielen 2016 in Rio de Janeiro gewann Sofia Mattsson dann im dritten Anlauf endlich eine Medaille. In der Gewichtsklasse bis 53 kg holte sie sich eine Bronzemedaille.
2017 pausierte sie bei den internationalen Meisterschaften. 2018 startete sie bei der Weltmeisterschaft in Budapest, erreichte dort nach zwei gewonnenen Kämpfen und Niederlagen gegen Mayu Mukaida, Japan und Jong Myong-suk, Nordkorea nur den 7. Platz.
2019 konnte Mattson die Nordischen Meisterschaften gewinnen und erkämpfte sich im Juni desselben Jahres erneut eine Goldmedaille bei der zweiten Ausgabe der Europaspiele in Minsk. Bei den Weltmeisterschaften 2019 schied sie bereits in der Qualifikationsrunde gegen die Inderin Vinesh aus. Alle drei Wettkämpfe bestritt sie in der Gewichtsklasse bis 53 kg Körpergewicht.
Bei den Europameisterschaften 2020 in Rom belegte Sofia Mattsson nach einem Sieg über Ellen Riesterer aus Deutschland Rang 3 in der Gewichtsklasse bis 55 kg. Beim olympischen Qualifikationsturnier ein Jahr später trat sie wieder in der Gewichtsklasse bis 53 kg an und konnte mit dem dortigen Sieg einen Qualifikationsplatz bei den Olympischen Spielen in Tokio sichern.

## Internationale Erfolge
| Jahr | Platz  | Wettbewerb                                      | Gewichtskl. | Ergebnis |
| 2003 | 1.     | Int.-Hans-von-Zons-Turnier in Ückerath          | bis 40 kg   | vor Sabrina Axenbeck, Deutschland u. Nadja Hartlieb, Österreich |
| 2004 | 1.     | Nordische Junioren-Meisterschaft (Cadets)       | bis 43 kg   | vor Heidi Ruismäki, Finnland u. Kristina Soon, Estland |
| 2004 | 1.     | Junioren-EM (Cadets) in Albena                  | bis 43 kg   | vor Mariya Stadnik, Ukraine u. Lola Urunowa, Russland |
| 2005 | 1.     | Nordische Junioren-Meisterschaft (Cadets)       | bis 46 kg   | vor Johanna Hautala u. Tiina Ylinen, bde. Finnland |
| 2005 | 1.     | Junioren-EM (Cadets) in Tirana                  | bis 46 kg   | vor Dylek Pitisin, Ukraine u. Wiktoria Kutakowa, Russland |
| 2006 | 1.     | Nordische Junioren-Meisterschaft (Cadets)       | bis 49 kg   | vor Henriette Slattum, Norwegen und Marjaana Nevamäki, Finnland |
| 2006 | 1.     | Junioren-EM (Cadets) in Istanbul                | bis 49 kg   | vor Maria Oidopowa, Russland u. Natalia Pujer, Polen |
| 2006 | 1.     | Junioren-WM (Juniors) in Guatemala-Stadt        | bis 48 kg   | nach Siegen über Genevieve Haley, Kanada, Sadie Kaneko, USA, Sabrina Gisele, Brasilien, Fuyuko Mimura, Japan u. Natalja Pulkowska, Ukraine                                             |
| 2007 | 3.     | Dave-Schultz-Memaorial in Colorado Springs      | bis 48 kg   | hinter Stephanie Murata, USA u. Carol Huynh, Kanada |
| 2007 | 3.     | Klippan-Lady-Open                               | bis 48 kg   | hinter Anne Catherine Deluntsch, Frankreich u. Iwona Matkowska, Polen, vor Clarissa Chun, USA                                                                                          |
| 2007 | 3.     | EM in Sofia                                     | bis 48 kg   | nach Sieg über Martina Daskowa, Tschechien, Niederlage gegen Larissa Oorzak, Russland u. Siegen über Anne Catherine Deluntsch u. Oleksandra Kohut, Ukraine                             |
| 2007 | 8.     | Großer Preis von Deutschland in Dormagen        | bis 48 kg   | Siegerin: Liu Jie, China vor Brigitte Wagner, Deutschland, Hong Di, China u. Carol Huynh                                                                                               |
| 2007 | 1.     | Dan-Kolow-Memorial in Sofia                     | bis 48 kg   | vor Fari Psatha, Griechenland u. Tsogtbadsaryn Enchdschargal, Mongolei |
| 2007 | 1.     | Junioren-WM (Juniors) in Peking                 | bis 48 kg   | mit Siegen über Sarianne Savola, Finnland, Sulfia Jachjarowa, Kasachstan, O Yan, China u. Fuyuko Mimura                                                                                |
| 2007 | 8.     | WM in Baku                                      | bis 48 kg   | nach Siegen über Guadelupe Perez, Mexiko u. Francine De Paola, Italien u. einer Niederlage gegen Mayelis Caripá, Venezuela                                                             |
| 2008 | 1.     | Klippan-Lady-Open                               | bis 48 kg   | vor Sara Fulp-Allen, USA u. Alexandra Engelhardt, Deutschland |
| 2008 | 1.     | Großer Preis von Deutschland in Dormagen        | bis 48 kg   | vor Lubow Salnikowa, Russland u. Mayelis Caripá |
| 2008 | 12.    | OS in Peking                                    | bis 48 kg   | nach einer Niederlage gegen Clarissa Chun |
| 2009 | 10.    | EM in Vilnius                                   | bis 51 kg   | nach einem Sieg über Dilek Atakol, Türkei u. einer Niederlage gegen Julija Blahynja, Ukraine                                                                                           |
| 2009 | 3.     | Großer Preis von Deutschland in Dormagen        | bis 51 kg   | hinter Jessica MacDonald, Kanada u. Waleria Tschepsarakowa, Russland |
| 2009 | 3.     | Austrian-Lady-Open in Götzis                    | bis 51 kg   | hinter Yuri Kai, Japan und Genevieve Haley |
| 2009 | 3.     | Golden-Grand-Prix in Baku                       | bis 51 kg   | hinter Tatjana Bakatjuk, Kasachstan u. Yuri Kai |
| 2009 | 1.     | WM in Herning/Dänemark                          | bis 51 kg   | nach Siegen über Hong Di, China, Jessica Medina, USA, Alexandra Engelhardt, Deutschland, Yuri Kai u. Han Kum-ok, Nordkorea                                                             |
| 2010 | 1.     | EM in Baku                                      | bis 51 kg   | nach Siegen über Alexandra Engelhardt, Hafize Sahin, Türkei, Natalia Budu, Moldawien u. Estera Dobre, Rumänien                                                                         |
| 2010 | 1.     | Austrian-Lady-Open in Götzis                    | bis 51 kg   | vor Vanessa Brown, USA u. Diana Ford, Kanada |
| 2010 | 1.     | Golden-Grand-Prix in Baku                       | bis 51 kg   | vor Sannia Rachmanow, Russland und Oleksandra Kohut |
| 2010 | 3.     | WM in Moskau                                    | bis 51 kg   | nach einer Niederlage gegen Yu Horiuchi, Japan u. Siegen über Angela Dorogan, Aserbaidschan u. Roksana Zasina, Polen                                                                   |
| 2011 | 3.     | Austrian-Lady-Open in Götzis                    | bis 55 kg   | hinter Brittanee Laverdure, Kanada und Minerva Montero Perez, Spanien |
| 2011 | 11.    | Golden-Grand-Prix in Baku                       | bis 55 kg   | nach einer Niederlage gegen Natalja Sinischin, Ukraine |
| 2011 | 2.     | WM in Istanbul                                  | bis 55 kg   | nach Siegen über Aydin Metin, Türkei, Dordschiin Narmandach, Mongolei und Takako Saito, Japan und einer Niederlage gegen Hanna Wassylenko, Ukraine                                     |
| 2011 | 1.     | FILA-Test-Turnier in London                     | bis 55 kg   | vor Olga Butkewitsch, Großbritannien, Julia Ratkewitsch, Aserbaidschan und Um Ji-eun, Südkorea                                                                                         |
| 2012 | 1.     | "Dan Kolow & Nikola Petrow"-Memorial in Sofia   | bis 55 kg   | vor Ana Maria Paval, Rumänien, Maria Petrowa, Weißrussland und Petra Olli, Finnland |
| 2012 | 1.     | Klippan-Lady-Open                               | bis 55 kg   | vor Katarzyna Krawczyk, Polen und Anna Gomis, Frankreich |
| 2012 | 2.     | EM in Belgrad                                   | bis 55 kg   | nach Siegen über Elena Turcan, Moldawien, Maria Gurowa, Russland und Maria Prevolaraki, Griechenland und einer Niederlage gegen Natalja Sinischin                                      |
| 2012 | 1.     | Großer Preis von Spanien in Madrid              | bis 55 kg   | vor Aurelie Basset, Frankreich und Marwa Amri, Tunesien |
| 2012 | 7.     | OS in London                                    | bis 55 kg   | nach Siegen über Sündewiin Bjambatseren, Mongolei und Marwa Amri und einer Niederlage gegen Walerija Scholobowa, Russland                                                              |
| 2013 | 1.     | Klippen-Lady-Open                               | bis 55 kg   | vor Sarah Hildebrandt, USA, Nadeschda Trejakowa, Russland und Rumi Hirose, Japan |
| 2013 | 1.     | EM in Tiflis                                    | bis 55 kg   | nach Siegen über Ana Maria Paval, Mariana Esanu, Moldawien, Emese Barka, Ungarn und Maria Prevolaraki                                                                                  |
| 2013 | 1.     | Nordische Meisterschaft in Eslöv/Schweden       | bis 55 kg   | vor Emma Carlsson, Schweden und Tiina Vainionpärä, Finnland |
| 2013 | 1.     | Großer Preis von Spanien in Madrid              | bis 55 kg   | vor Helen Maroulis, USA, Roksana Zasina, Polen und Sündewiin Bjambatseren, Mongolei |
| 2013 | 1.     | "Wacław-Ziółkowski"-Memorial in Spała           | bis 55 kg   | vor Emese Barka, Hull Galays, Kanada und Katarzyna Krawczyk, Polen |
| 2013 | 2.     | WM in Budapest                                  | bis 55 kg   | nach Siegen über Lilija Schakirowa, Usbekistan, Maya Christowa, Bulgarien, Helen Maroulis und Emese Barka und einer Niederlage gegen Saori Yoshida                                     |
| 2013 | 1.     | Golden-Grand-Prix in Baku                       | bis 55 kg   | vor Risako Kawai, Japan, Helen Maroulis und Irina Husnjak, Ukraine |
| 2013 | 1.     | Copa Brasil in Rio de Janeiro                   | bis 55 kg   | vor Irina Kisel, Russland und Giulia Penalva, Brasilien |
| 2014 | 3.     | Klippan-Ladies-Open                             | bis 55 kg   | hinter Marwa Amri und Helen Maroulis |
| 2014 | 1.     | EM in Vantaa/Finnland                           | bis 55 kg   | nach Siegen über Bediha Gün, Türkei, Irina Ologonowa, Russland und Anna Zwirydowska, Polen                                                                                             |
| 2014 | 1.     | Nordische Meisterschaft in Turku                | bis 53 kg   | vor Karalina Tjapko, Lettland |
| 2014 | 1.     | City-of-Sassari-Torneo                          | bis 53 kg   | vor Tatjana Amanzhol-Bakatyuk, Kasachstan, Sulfija Jachjarowa, Ukraine und Patricia Liuzzi, Italien                                                                                    |
| 2014 | 1.     | Großer Preis von Spanien in Madrid              | bis 53 kg   | vor Rokdana Zasina, Polen, Irina Kurotschkina, Weißrussland und Katarzyna Krawczyk, Polen                                                                                              |
| 2014 | 7.     | Golden-Grand-Prix in Baku                       | bis 53 kg   | Siegerin: Maria Prevolaraki, Griechenland vor Nadeschda Schuschko, Weißrussland |
| 2014 | 2.     | WM in Taschkent                                 | bis 53 kg   | nach siegen über Luisa Valverde, Ekuador, Jong Myong-suk, Nordkorea, Whitney Conder, USA und Natalia Budu, Moldawien und einer Niederlage gegen Saori Yoshida                          |
| 2015 | 1.     | Dan Kolow & Nikola Petrow-Memorial in Sofia     | bis 53 kg   | vor Isabella Sambou, Senegal, Julia Blachinja, Ukraine und Olga Schnaider, Ukraine |
| 2015 | 1.     | Großer Preis von Deutschland in Dormagen        | bis 53 kg   | vor Nina Hemmer, Deutschland, Mercedesz Denes; Ungarn und Melanie LaSaffre, Frankreich                                                                                                 |
| 2015 | 1.     | Europaspiele in Baku                            | bis 55 kg   | nach Siegen über Laura Mertens, Deutschland, Tatjana Kit, Ukraine, Natalja Sinischin, Aserbaidschan und Katarzyna Krawczyk                                                             |
| 2015 | 1.     | Großer Preis von Spanien in Madrid              | bis 53 kg   | vor Zhong Xuechon, China und Karima Sanchez Ramis, Spanien |
| 2015 | 2.     | WM in Las Vegas                                 | bis 53 kg   | nach Siegen über Nadeschda Schuschko, Betzabeth Angelica Arguello Villegas, Venezuela, Odunaye Folasade Adekuoroye, Nigeria und Zhong Xuechon und einer Niederlage gegen Saori Yoshida |
| 2015 | 2.     | Golden-Grand-Prix in Baku                       | bis 53 kg   | hinter Helen Maroulis, vor Zhong Xuechun und Odunaye Folasade Adekuoroye |
| 2016 | 1.     | Klippan-Lady-Open                               | bis 53 kg   | vor Mayu Mukaida, Japan, Irina Ologonowa, Russland und Katarzyna Krawczyk, Polen |
| 2016 | 1.     | EM in Riga                                      | bis 53 kg   | nach Siegen über Mercedesz Denes, Ungarn, Estera Dobre, Rumänien, Nina Hemmer, Deutschland und Irina Kurotschkina, Weißrussland                                                        |
| 2016 | Bronze | OS in Rio de Janeiro                            | bis 53 kg   | nach Siegen über Odunayo Folasade Adekuoroye und Katarzyna Krawczyk, einer Niederlage gegen Helen Maroulis und einem Sieg über Zhong Xuechun                                           |
| 2018 | 1.     | Großer Preis von Spanien in Madrid              | bis 55 kg   | vor Marina Sednewa, Kasachstan, Ramona Galambos, Ungarn und Katarzyna Krawczyk |
| 2018 | 3.     | Poland-Open in Warschau                         | bis 55 kg   | hinter Roksana Zasina, Polen und Tatjana Kit, Ukraine |
| 2018 | 7.     | WM in Budapest                                  | bis 55 kg   | nach Siegen über Jessica Schrader Lavers-McBain, Australien und Bediha Gün, Türkei und Niederlagen gegen Mayu Mukaida, Japan und Jong Myong-suk, Nordkorea                             |
| 2019 | 2.     | Großer Preis von Deutschland in Dormagen        | bis 53 kg   | hinter Diana Weicker, Kanada, vor Jessica Blaszka, Niederlande und Marina Rueda Flores, Spanien                                                                                        |
| 2019 | 7.     | "Dan-Kolow" & "Nikola-Petrow"-Memorial in Russe | bis 55 kg   | Siegerin: Maria Prevolaraki, Griechenland vor Marina Sednewa |
| 2019 | 7.     | EM in Bukarest                                  | bis 53 kg   | nach einem Sieg über Maria Prevolaraki aus Griechenland und einer Niederlage gegen Wanessa Kaladsinskaja, Weißrussland                                                                 |
| 2019 | 1.     | Nordische Meisterschaften in Kristiansund       | bis 53 kg   | vor Silje Knutsen Kippernes aus Norwegen |
| 2019 | 1.     | Europaspiele in Minsk                           | bis 53 kg   | vor Julija Blahynja, Ukraine, Nina Hemmer und Stalwira Orschusch, Russland |
| 2019 | 28.    | WM in Nur-Sultan                                | bis 53 kg   | Niederlage gegen Vinesh aus Indien |
| 2020 | 3.     | EM in Rom                                       | bis 55 kg   | nach Siegen über Ewelina Nikolowa, Bulgarien, Andreea Ana, Rumänien, einer Niederlage gegen Olga Choroschawzewa, Russland und einem Sieg gegen Ellen Riesterer                         |
| 2021 | 1.     | Olympia-Qualifikationsturnier in Budapest       | bis 53 kg   | vor Wanessa Kaladsinskaja,Stalwira Sorschusch aus Russland und Lulia Leorda, Moldau |

## Schwedische Meisterschaften (Seniorenbereich)
Sofia Mattsson wurde 2006 schwedische Meisterin in der Gewichtsklasse bis 48 kg, 2007, 2008 und 2009 in der Gewichtsklasse bis 51 kg, 2010 in der Gewichtsklasse bis 55 kg und 2012 und 2013 in der Gewichtsklasse bis 59 kg Körpergewicht.
Erläuterungen
- alle Wettbewerbe im freien Stil
- OS = Olympische Spiele, WM = Weltmeisterschaften, EM = Europameisterschaften